# Titay
Titay (Bayan ng Titay) är en kommun i Filippinerna. Kommunen ligger på ön Mindanao, och tillhör provinsen Zamboanga Sibugay. Folkmängden uppgår till 39 730 invånare.

## Barangayer
Titay är indelat i 29 barangayer.
| - Achasol - Azusano - Bangco - Camanga - Culasian - Dalangin - Dalangin Muslim - Dalisay - Gomotoc - Imelda (Upper Camanga) - Kipit - Kitabog - La Libertad - Longilog - Mabini | - Malagandis - Mate - Moalboal - Namnama - New Canaan - Palomoc - Poblacion (Titay) - Poblacion Muslim - Pulidan - San Antonio - San Isidro - Santa Fe - Supit - Tugop - Tugop Muslim |